# Прокошкин, Юрий Дмитриевич
Юрий Дмитриевич Прокошкин (19 декабря 1929, Москва — 1 марта 1997, Протвино, Московская область) — советский и российский физик, область научных интересов — физика элементарных частиц, профессор, доктор физико-математических наук, академик АН СССР, РАН и Европейской Академии. Лауреат Ленинской премии (1986).

## Биография
Родился 19 декабря 1929 года в Москве в семье советского учёного Дмитрия Антоновича Прокошкина.
Его научная биография началась в 1951 году, когда он, будучи студентом физико-технического факультета МГУ, пришёл в лабораторию № 2 ЛИПАН (ныне НИЦ «Курчатовский институт») для прохождения практики под руководством профессора М. С. Козодаева. В 1952 году окончил университет и в 1953 году по инициативе И. В. Курчатова был переведён вместе с сектором М. С. Козодаева в Дубну в Лабораторию ядерных проблем (ЛЯП) Объединённого института ядерных исследований (ОИЯИ), где начал работать на самом крупном в то время протонном синхроциклотроне.
Исследование реакции образования нейтрального пиона в протон-протонных столкновениях pp → ppπ0 составило содержание его кандидатской диссертации, за которую ему в 1961 году по предложению официальных оппонентов А. М. Балдина и И. Я. Померанчука и присоединившегося к ним Б. М. Понтекорво была присуждена степень доктора физико-математических наук.
За экспериментальное открытие β-распада пиона Ю. Д. Прокошкин был награждён в 1965 году Академией наук золотой медалью И. В. Курчатова.
В 1963 году он возглавил Отдел экспериментальной физики Института физики высоких энергий и внёс большой вклад в организацию института, создание его экспериментальной базы и разработку программы исследований на крупнейшем в то время ускорителе. Под его руководством был разработан комплекс уникальной экспериментальной аппаратуры с использованием новой тогда в нашей стране методики работы «в линию» (on-line) c ЭВМ, были созданы газовые дифференциальные и пороговые черенковские счётчики с рекордным разрешением, уникальные сцинтиляционные годоскопы. Благодаря своевременному созданию экспериментальной аппаратуры физические эксперименты на ускорителе ИФВЭ начались сразу после его запуска в 1967 году, что редко случалось до этого в мировой практике.
За открытие масштабной инвариантности в 1986 году ему была присуждена  Ленинская премия.
На посту председателя комитета научной политики при Государственной программе по физике высоких энергий Ю. Д. Прокошкин приложил большие усилия по развитию (а в последние годы по сохранению) этой фундаментальной области исследований в России; 24 ноября 1970 года был избран членом-корреспондентом АН СССР, а 15 декабря 1990 года — действительным членом. Был также избран в Европейскую академию наук (Academia Europea). В течение многих лет Ю. Д. Прокошкин был членом редколлегий журналов «Ядерная физика» и «Успехи физических наук».
Скончался 1 марта 1997 года в Протвино от онкологического заболевания; похоронен на Троекуровском кладбище Москвы.

## Научная деятельность
В 1955—1960 годах провёл прецизионное и всестороннее изучение процесса образования нейтрального пиона в нуклон-нуклонных и нуклон-ядерных столкновениях во всей доступной области энергий синхроциклотрона ЛЯП ОИЯИ.
В 1960 году разработал эксперимент по прямой проверке одного из фундаментальных положений, созданной в 1958 году теории универсального слабого взаимодействия — сохранения векторного тока — путём обнаружения и измерения вероятности β-распада заряженного пиона на нейтральный пион, позитрон и электронное нейтрино: π+ → π0 + e+ + νe. Первые несколько событий β-распада пиона были обнаружены группой Ю. Д. Прокошкина в 1962 году. Позже β-распад пиона был зарегистрирован группой К.Руббиа в ЦЕРНе. В 1964 году группа Ю. Д. Прокошкина, измерив вероятность распада пиона на существенно большей статистике, подтвердила закон сохранения векторного тока.
Одновременно с поисками β-распад пиона группа Ю. Д. Прокошкина обнаружила впервые захват отрицательных пионов протонами в водородосодержащих соединениях. Дальнейшие исследования этого явления в различных веществах стали частью нового направления — мезонной химии.
Уже в первых исследованиях на ускорителе ИФВЭ в 1968—1972 годах Ю. Д. Прокошкиным и его сотрудниками были сделаны фундаментальные открытия, свидетельствующие о «новой» физике, связанной с составным строением адронов и динамическим проявлением их кварковых и глюонных составляющих.
Ю. Д. Прокошкиным и его сотрудниками были получены рекордные в то время ограничения на возможность существования свободных дробно-заряженных кварков, открыты ядра антигелия-3 и измерены выходы антидейтронов.
Был открыт рост эффективных сечений рассеяния положительных каонов на нуклонах и замедление падения сечений рассеяния отрицательных пионов на протонах и сечений нуклон-нуклонных взаимодействий. Обнаруженное явление получило название «Серпуховский эффект». Была открыта масштабная инвариантность в процессах инклюзивного рождения частиц, дана её интерпретация на основе кварк-партонного строения адронов, что дало возможность предсказывать выходы частиц в адрон-адронных столкновениях.
В 1973 году под руководством Ю. Д. Прокошкина начались работы по созданию новой экспериментальной методики регистрации событий с большим числом γ-квантов с помощью годоскопических черенковских детекторов. В результате была создана установка НИЦЕ, на которой в 1975 году обнаружен мезон со спином 4 — f4(2050)- или h-мезон.
Позже были построены крупные спектрометры ГАМС-2000 и ГАМС-4000 (ГАМС — годоскопический автоматизированный многофотонный спектрометр), первый из которых использовался в совместном эксперименте ИФВЭ-ЦЕРН в ИФВЭ, в котором проводилось изучение зарядовообменных процессов с целью поиска экзотических мезонов и мезонов с высокими спинами. Спектрометр ГАМС-4000 использовался в ряде экспериментов в ЦЕРН.
Разработанная Ю. Д. Прокошкиным система регистрации частиц, лежащая в основе ГАМС, получила мировое признание. Она использовалась в экспериментах на Европейском гибридном спектрометре ЦЕРН, в Лаборатории Ферми, в Брукхейвенской Лаборатории и в других экспериментах.
В 1983 году на установке ГАМС-2000 был открыт G(1590)-мезон с экзотически усиленными распадами по каналам ηη и η’η, который рассматривался как наиболее вероятный кандидат в скалярные глюболы. Проведённые позже исследования подтвердили, что эта частица действительно содержит наибольшую глюонную компоненту (сейчас этот резонанс входит в таблицы элементарных частиц под названием f0(1500)-мезон).
В этом же году на спектрометре ГАМС-2000 был обнаружен f6(2510)-мезон со спином 6, существование которого в 1998 году было подтверждено в эксперименте в ЦЕРН на спектрометре ГАМС-4000.
В 1995 году в эксперименте по изучению нейтральных мезонов, рождающихся в центральных соударениях пионов и протонов с нуклонами, на установке в эксперименте NA12/2 на 450-ГэВ ускорителе ЦЕРН с использованием гамма-спектрометра ГАМС-4000 был обнаружен f2(2175)-мезон, который по экзотике своего распада рассматривается как вероятный кандидат в тензорные глюболы.
Наряду с поиском и изучением экзотических мезонных состояний Ю. Д. Прокошкин совместно с сотрудниками обнаружил и провёл изучение нескольких редких распадов уже известных частиц. В 1982 году был впервые обнаружен распад η-мезона на π0-мезон и пару γ-квантов и измерена его вероятность.
Два года спустя был обнаружен распад η’ → 3π0, идущий с нарушением G-чётности, измерение вероятности которого позволило независимо от других данных определить массы токовых u- и d-кварков.
В 1994 году на установке ГАМС-2000 был обнаружен редкий радиационный распад ω → π0π0γ.
Ю. Д. Прокошкин активно участвовал в международном научном сотрудничестве. В 1995—1996 гг. в ЦЕРНе были проведены измерения в эксперименте WA102 по поиску новых экзотических состояний в центральной области взаимодействия частиц высоких энергий. Для регистрации γ-квантов в этом эксперименте использовался гамма-спектрометр ГАМС-4000.
Уже находясь в больнице, незадолго до своей смерти, Ю. Д. Прокошкин узнал, что предложенный им эксперимент по продолжению исследования процессов центрального образования мезонов на установке COMPASS получил одобрение Комитета по научной политике ЦЕРНа.
В последние годы Ю. Д. Прокошкин большое внимание уделял возможности использования монокристаллов вольфрамата свинца PbWO4 (открывшейся благодаря конверсии оборонного комплекса) для создание калориметра установки CMS на Большом адронном коллайдере ЦЕРНа. Им и его сотрудниками была проведена большая методическая и технологическая работа, увенчавшаяся принятием его предложения в ЦЕРНе.

## Научные открытия
В числе достижений Ю. Д. Прокошкина:
- Закон сохранения векторного тока в слабых взаимодействиях элементарных частиц (совм. с др.). Номер и дата приоритета: № 135 по двум датам — 8 июня 1955 г. (теоретическое обоснование), 12 апреля 1962 г. (экспериментальное подтверждение). Установлен неизвестный ранее закон сохранения слабого векторного тока элементарных частиц — адронов, подтверждённый экспериментально обнаружением и измерением вероятности β-распада положительно заряженного π-мезона[3].
- Явление захвата отрицательно заряженных пионов ядрами химически связанного водорода (совм. с др.). Номер и дата приоритета: № 164 от 4 апреля 1962 г. Установлено неизвестное ранее явление захвата отрицательно заряженных π-мезонов ядрами химически связанного водорода с предварительным образованием возбуждённых мезомолекулярных комплексов, определяющих интенсивность ядерного захвата мезонов[5].
- Явление образования антигелия-3 (совм. с др.). Номер и дата приоритета: № 104 от 28 января 1970 г. Экспериментально установлено неизвестное ранее явление образования антигелия-3-антиядра с числом антипротонов больше единицы, обусловленное сильным взаимодействием между антинуклонами[6].
- Закономерность в энергетической зависимости полных сечений (Серпуховский эффект) (совм. с др.). Номер и дата приоритета: № 137 от 24 мая 1971 г. Экспериментально установлена ранее неизвестная закономерность в энергетической зависимости сечений сильных взаимодействий, заключающаяся в том, что полные сечения взаимодействия протонов, π- и K--мезонов с нуклонами перестают уменьшаться в диапазоне энергий 25-65 ГэВ, а полные сечения взаимодействия K+-мезонов с нуклонами начинают возрастать с увеличением энергии[7].
- Закономерность масштабной инвариантности сечений образования адронов (совм. с др.). Номер и дата приоритета: № 228 от 5 марта 1969 г. Установлена неизвестная ранее закономерность масштабной инвариантности сечений образования адронов, заключающаяся в том, что при взаимодействии частиц высокой энергии относительные сечения образования сильно взаимодействующих частиц являются универсальными функциями приведённого импульса — отношения импульса образующейся частицы к максимально возможному её импульсу[8].
- Явление образования элементарной частицы h-мезона (совм. с др.). Номер и дата приоритета: № 275 от 13 июня 1975 г. Экспериментально установлено неизвестное ранее явление образования элементарной частицы h-мезона, обладающего спином, равным 4[11].

## Награды
- Ленинская премия (1986)
- Орден Трудового Красного Знамени
- Золотая медаль имени И. В. Курчатова (1965)

## Избранные публикации
- Обнаружение перезарядки остановившихся π-мезонов на ядрах связанного водорода, «Журнал экспериментальной и теоретической физики», 1962, т. 42, вып. 6, с. 1680—81 (совм. с др.).
- Бета-распад пиона, «Журнал экспериментальной и теоретической физики», 1964, т. 47, вып. 1(7), с. 84—91 (совм. с др.).
- Наблюдение антигелия-3, «Ядерная физика», 1970, т. 12, вып. 2, с. 311—322.
- Полные сечения взаимодействия π±-, К±-мезонов и протонов с протонами и дейтронами в области импульсов 15—60 ГэВ/c, «Ядерная физика», 1971, т. 14, вып. 5, с. 998—1005 (совм. с др.).
- Наблюдение нейтрального h-мезона со спином J = 4 и массой 2 ГэВ, «Ядерная физика», 1976, т. 23, вып. 2 (совм. с др.).
- Проблема η-мезона: распад η → π0γγ, «Ядерная физика», 1981, т. 33, вып. 6 (совм. с др.).
- Наблюдение нейтрального r(2510)-мезона со спином J = 6, «Ядерная физика», 1983, т. 38, вып. 5(11) (совм. с др.).
- Наблюдение скалярного G(1590)-мезона, распадающегося на два η-мезона, «Ядерная физика», 1983, т. 38, с. 934 (совм. с др.).
- The isospin-violation decay η’ → 3π0, «Physics Letters», 1984, V. 140B, № 3-4, p. 264—268 (совм. с др.).
- Hodoscope multiphoton spectrometer GAMS-2000, «Nuclear Instruments and Methods in Physics Research[англ.]», 1986, V. A248, p. 86-102 (совм. с др.).
- Study of ωω system produced in 38 GeV/c π-p collisions, «Physics Letters», 1989, V. 216B, № 3-4, p. 452—458 (совм. с др.).
- Model-independent measurement of ω → ηγ decay branching ratio, «Zeitschrift für Physik C Particles and Fields», 1994, V. 61, № 1, p. 34-40 (совм. с др.).
- Экспериментальное изучение S-волны в π0π0-системе, «Доклады Академии наук», 1995, т. 342, № 4, с. 473—476 (совм. с др.).
- Обнаружение редкого радиационного распада ω → π0π0γ, «Доклады Академии наук», 1995, т. 342, № 6, с. 610—611 (совм. с др.).
- Наблюдение f2(2175)-мезона, возможного тензорного глюбола, «Доклады Академии наук», 1995, т. 344, № 4, с. 469—473.
- Исследование π0π0-системы при импульсе 100 ГэВ/с с использованием спектрометра ГАМС-4000, «Ядерная физика», 1999, т. 62, с. 446 (совм. с др.).
- Beam studies of SAD-150 heavy crystal PWO calorimeter, small angle multiphoton detector of GAMS-4π spectrometer, «Nuclear Instruments and Methods in Physics Research», 1999, V. A428, p. 292—298 (совм. с др.).